# Parrocchia di Evangeline
La parrocchia di Evangeline (in inglese Evangeline Parish) è una parrocchia dello Stato della Louisiana, negli Stati Uniti. La popolazione al censimento del 2000 era di 35 434 abitanti. Il capoluogo è Ville Platte.

## Geografia
La parrocchia si trova nel centro dello Stato. Si trova nella regione acadiana.

### Parrocchie confinanti
- Parrocchia di Rapides - nord
- Parrocchia di Avoyelles - nord-est
- Parrocchia di St. Landry - est
- Parrocchia di Acadia - sud
- Parrocchia di Jefferson Davis - sud-ovest
- Parrocchia di Allen - ovest

## Storia
La parrocchia fu creata nel 1911 a partire da parte della parrocchia di Saint Landry. Fu chiamata così in onore dell'eroina del poemetto di Henry Wadsworth Longfellow Evangeline.

## Comuni[5]
- Basile - town
- Chataignier - village
- Mamou - town
- Pine Prairie - village
- Reddell - cdp
- Turkey Creek - village
- Ville Platte (capoluogo) - city